# Ibn Hajar al-'Asqalani
Shihāb al-Dīn Abū l-Faḍl Aḥmad ibn ʿAlī ibn Muḥammad meglio noto come Ibn Ḥajar al-ʿAsqalānī (di Ascalona), in arabo ابن حجر العسقلاني‎?, (Il Cairo, 18 febbraio 1372 – Il Cairo, 2 febbraio 1449) è stato un giurista arabo sciafeita, grandemente famoso per la sua profonda conoscenza in materia di ḥadīth e di loro trasmettitori.

## Biografia

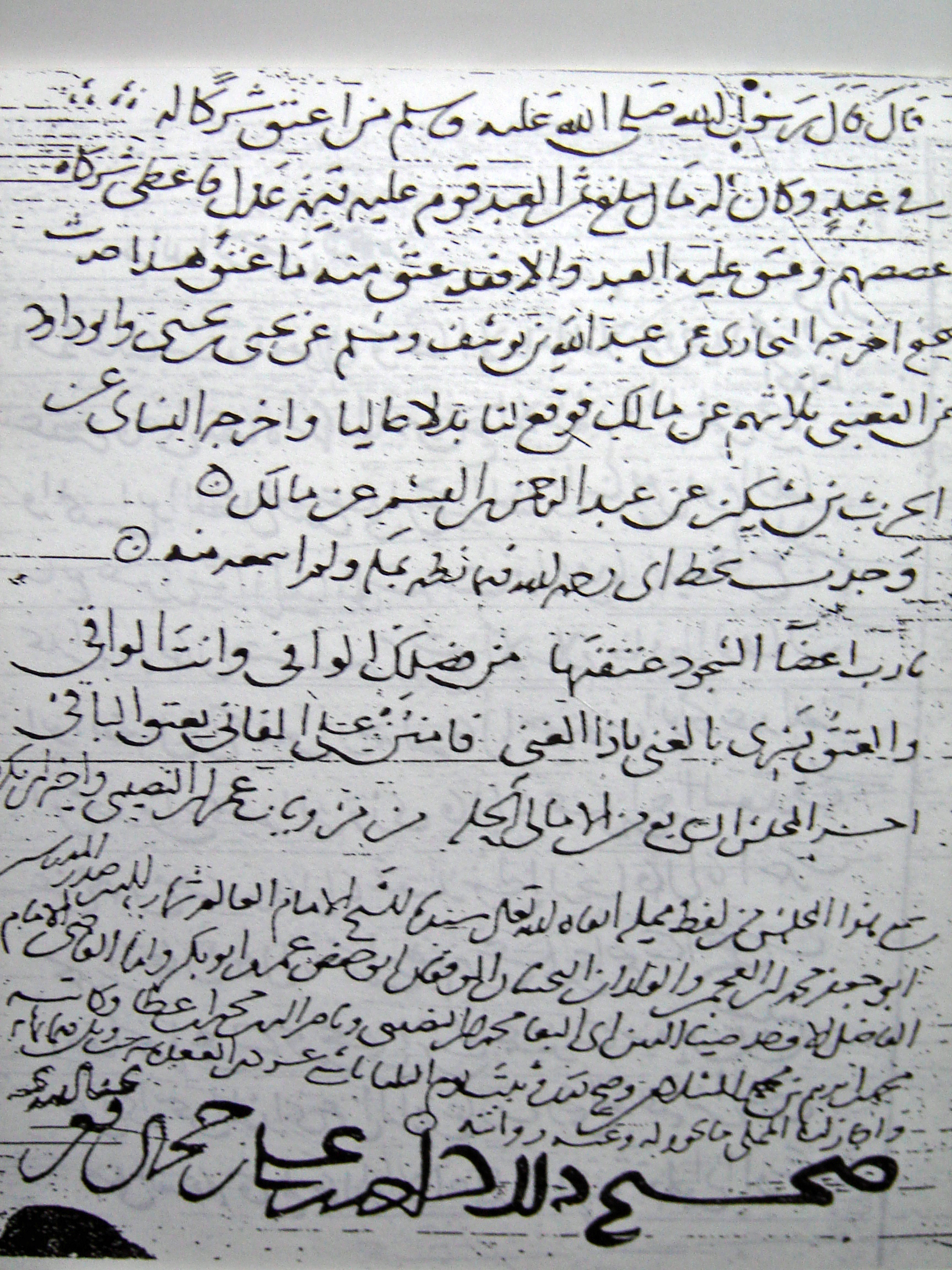

Il ḥāfiẓ Ibn Ḥajar era figlio dello studioso e poeta sciafeita Nūr al-Dīn ʿAlī. Entrambi i suoi genitori morirono nel periodo della sua infanzia ed egli e sua sorella Sitt al-Rakb, passarono sotto la tutela del fratello della prima moglie del padre, Zākī al-Dīn al-Kharrūbī, che avviò Ibn Ḥajar agli studi coranici quando aveva cinque anni. Egli dimostrò subito grande talento imparando a memoria la sūrat Maryam (la n. 19) in un solo giorno, e progredendo con la memorizzazione del Corano (che gli procurerà l'appellativo grandemente onorifico di ḥāfiẓ) e poi della versione ridotta dell'opera di Ibn al-Hajib sui fondamenti dei fiqh.
All'età di dodici anni accompagnò al-Kharrūbī alla Mecca, e già allora era capace di dirigere le preghiere del Tarawih durante il Ramadan. Quando il suo tutore morì nel 1386, l'educazione di Ibn Hajar in Egitto proseguì sotto lo studioso di ʾḥadīth, Shams al-Dīn ibn al-Qattān, che lo indirizzò ai corsi tenuti da al-Bulqīnī (m. 1404) e Ibn al-Mulaqqin (m. 1402) sul fiqh del madhhab sciafeita e da ʿAbd al-Raḥīm b. al-Ḥusayn al-ʿIrāqī (m. 1404) sui ʾḥadīth, dopo di che si trasferì a Damasco e poi a Gerusalemme per studiare con Shams al-Dīn al-Qalqashāndī (m. 1407), Badr al-Dīn al-Balisī (m. 1401) e Fāṭima bint al-Manja al-Tanūkhiyya (m. 1401). Dopo un'altra visita alla Mecca, a Medina e nello Yemen, ritornò in Egitto.
Suyūṭī disse: "Si dice che bevesse l'acqua di Zemzem al fine di raggiungere il livello di al-Dhahabi nella memorizzazione, che egli riuscì ad acquisire superando lo stesso maestro".
Nel 1397 sposò Anas Khātūn, che era un'esperta di ʾḥadīth, avendo ottenuto la ijāza (autorizzazione a diffondere l'insegnamento del proprio Maestro) da ʿAbd al-Raḥīm b. al-Ḥusayn al-ʿIrāqī. Ella teneva celebri letture pubbliche alle quali assistevano intere folle di ʿulamāʾ, compreso al-Sakhawi.
Ibn Ḥajar venne nominato giudice capo d'Egitto (Qāḍī) per diverso tempo.
Ibn Ḥajar morì dopo la preghiera dell'ʿishāʾ il 2 febbraio 1449. Al suo funerale al Cairo si stima abbiano assistito cinquantamila persone, compreso il sultano mamelucco e il califfo abbaside del Cairo.

## Opere

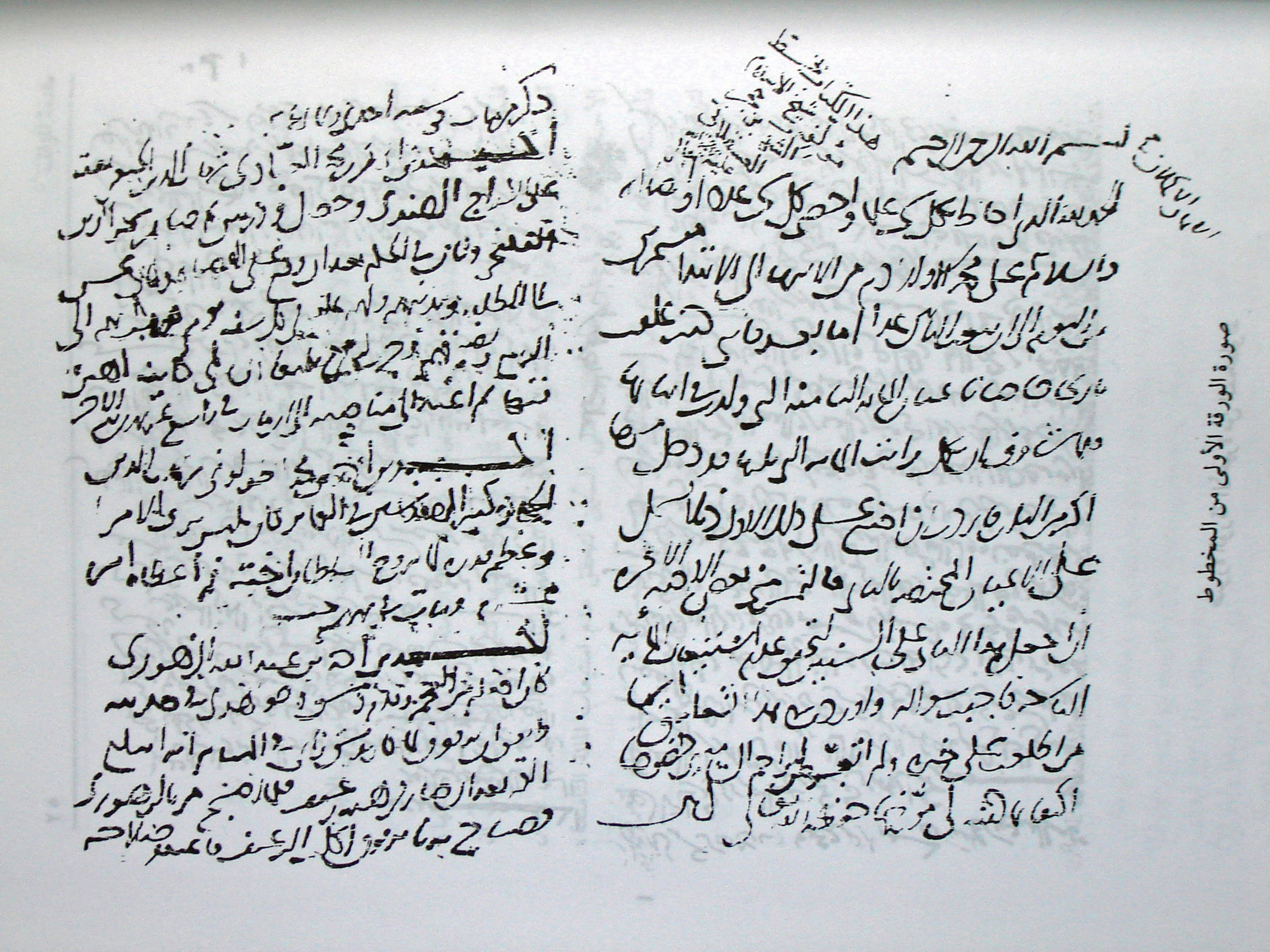
Aḥmad ibn ʿAlī ibn Muḥammad Shihāb al-Dīn al-Kinānī al-ʿAsqalānī (autografo)

Ibn Ḥajar scrisse più di cinquanta opere in materia di ʾḥadīth, terminologia dei ʾḥadīth, valutazioni biografiche, storia, esegesi coranica, poesia e giurisprudenza sciafeita.
- Fatḥ al-Bārī – considerato il commento più importante ed affidabile del Jāmiʿ al-Ṣaḥīḥ di al-Bukhārī. Nel 1414, Ibn Ḥajar iniziò la monumentale opera di collazione dei lavori del Ṣaḥīḥ di Bukhārī. Ibn Rajab aveva iniziato a scrivere un grandioso commento sul medesimo lavoro di Bukhārī negli anni 1390 dandogli il titolo di Fatḥ al-Bārī e Ibn Ḥajar decise di dare lo stesso titolo alla sua opera, che divenne presto la più importante sui commenti all'opera principale di Sunna. Quando terminò, nel dicembre 1428 (Rajab 842 E.), venne tenuta una celebrazione vicino al Cairo, alla quale presero parte ulamāʾ, giudici e personalità egiziane di primo piano. Ibn Hajar lesse le pagine finali della sua opera, dopo di che alcuni poeti recitarono elegie e vennero distribuiti vasi d'oro. Essa fu, secondo lo storico Ibn Iyās (m. 930 E.), "la più grande celebrazione dell'epoca in Egitto".
- al-Durar al-kāmina – dizionario biografico dei personaggi principali dell'VIII secolo.
- Tahdhīb al-tahdhīb.
- Taʿjīl al-manfaʿa – biografie dei tradizionisti del Musnad dei quattro Imam, non presenti nel Tahdhīb.
- al-Iṣāba fī tamyīz al-Ṣaḥāba – il dizionario più completo sui Compagni, 12 voll., Hyderabad, Dār al-maʿārif al-niẓāmiyyah, 1327/1909.

-- Beirut, Dār al-kutub al-ʿilmiyya, 8 voll. + Indici (ripr. dell'originale stampato a Calcutta nel 1853).
- Ibn al-Athīr, Usd al-ghāba fī maʿrifat al-Saḥāba, 7 voll., Muḥammad Ibrāhīm al-Bannā, Muḥammad Aḥmad ʿAshūr, Maḥmūd al-Wahhāb Fāʾid (eds.), Il Cairo, Kitāb al-Shaʿb, 1393/1973, IV, p. 35, n. 4531 e VI, p. 642, n. 6390
- Bulūgh al-marām min adillat al-aḥkām – sui ḥadīth usati nel fiqh di al-Shafiʿī.
- Natāʾij al-afkār fī takhrīj aḥādīth al-adhkār
- Lisān al-mīzān – una revisione del Mīzān al-iʿtidāl di al-Dhahabi.
- Talkhīs al-kabīr fī takhrīj al-rafiʿī al-kabīr
- al-Dirāya fī takhrīj aḥādīth al-hidaya
- Taghlīq al-taʿliq ʿalā Ṣaḥīḥ al-Bukharī
- Risāla Tadhkirat al-athār
- al-Maṭālib al-ʿāliya bi-Zawāʾid al-Masānīd al-Thamāniyya
- Nukhbat al-fikr commento della Nuzhat al-naẓar, sulla terminologia dei ḥadīth
- al-Nukat ʿalā kitāb ibn al-Ṣalāḥ – commenti sulla Muqaddima di Ibn al-Ṣalāḥ
- al-Qawl al-musaddad fī Musnad Aḥmad una discussione sull'autenticità dei ḥadīth del Musnad di Aḥmad (Ibn Ḥanbal)
- Silsilat al-dhahab
- Taʿrīf Ahl al-taqdīs bi-marātib al-mawsūfīn bi-l-tadlīs